# Balneoterapia

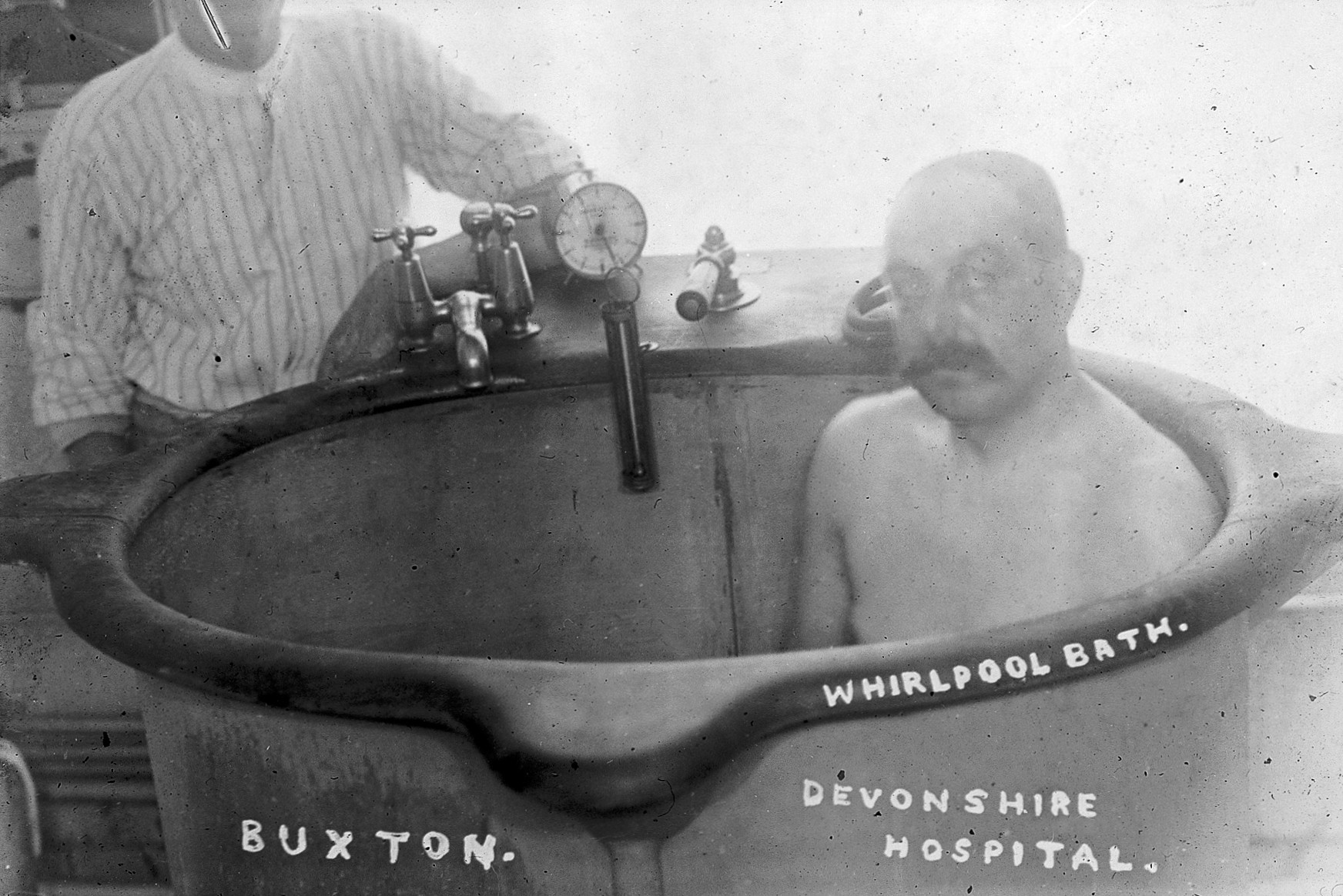
Banheira de hidromassagem no Hospital de Devonshire, em Buxton (Derbyshire), c. 1910.

A balneoterapia é uma forma de tratamento de doenças por meio de banhos.

De origem antiga, Hipócrates, Platão, Galeno e Celso, já se referiam ao banho para fins terapêuticos. Coube, entretanto, a Max Joseph Oertel e o padre bávaro Sebastian Kneipp, sua difusão na Europa.
Classificam-se os banhos medicinais em quentes, tépidos ou temperados e frios. O banho quente tem mais de 37 °C e menos de 45 °C, o tépido tem ação sedante e sua temperatura está entre 32 °C e 37 °C, sendo o banho frio todo aquele abaixo de 32 °C, e seu uso feito com cuidado, principalmente por portadores de insuficiência cardíaca. Os banhos alternos, que visam a produzir ginástica vascular intensa no organismo, são feitos com mergulhos alternados em água quente e fria. Existem, ainda, os banhos alcalinos, sulfurosos etc., que incluem a mistura de substâncias especiais à água.